# Юрий Долгорукий (Москва-Сити)
Гостинично-выставочный комплекс «Юрий Долгорукий» — непостроенный многофункциональный комплекс, который, согласно планам, должен был располагаться на 21-м участке ММДЦ «Москва-Сити», на месте здания по адресу 1-й Красногвардейский проезд, владение 1. Архитектором проекта выступила Заха Хадид и её архитектурное бюро Zaha Hadid Architects. Проект здания обсуждался с ноября 2006 года, однако его строительство постоянно откладывалось (планировавшаяся дата завершения — 2010, а затем дата начала — 2016 год), и после 2010 года было окончательно отменено (в СМИ сообщения о том, что проект не будет реализован, стали публиковаться только с 2017 года). В мае 2023 года на участке началось строительство нового комплекса — «Дом Дау».

## История

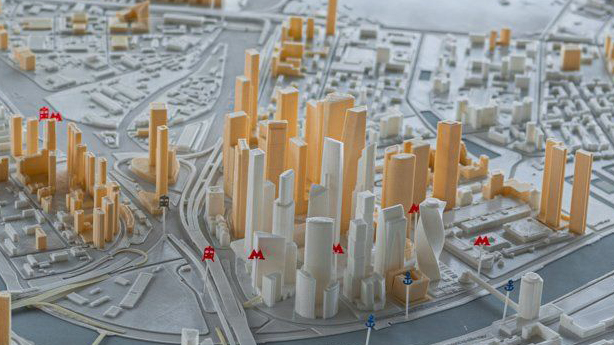
Макет, отображающий перспективы строительства в Москва-Сити (2020 год). На месте «Юрия Долгорукого» представлен иной небоскрёб.

Согласно изданию «Коммерсантъ», архитектурное бюро Захи Хадид получило заказ на проектирование гостинично-выставочного комплекса в «Москва-Сити» после того, как архитектор в 2004 году получила Притцкеровскую премию. 1 ноября 2006 года общественный градостроительный совет при мэре Москвы одобрил предпроектные предложения по строительству выставочного и гостиничного комплексов в «Москва-Сити», представленные архитектурным бюро Захи Хадид. По первоначальным планам, в здании должны были располагаться выставочный комплекс и гостиница. 14 ноября 2007 года застройщиком объекта стала MosCityGroup во главе с Павлом Фуксом (эта же фирма являлась застройщиком башен «Евразия» и «Империя»). Тогда же впервые было упомянуто название комплекса — «Юрий Долгорукий». По тогдашним оценкам, объём инвестиций (в который помимо собственно строительства входил ещё и выкуп земли у «Экспоцентра» стоимостью 330 млн рублей) мог составить до 800 млн долларов. Строительство комплекса должны были закончить в 2010 году.
21 июля 2008 года вышло распоряжение Правительства Москвы № 1640-РП, возложившее ответственность на управляющую компанию «Экспоцентра» за «разработку предпроектной документации, градостроительного обоснования и акта разрешенного использования земельного участка» будущего комплекса. Согласно распоряжению, разработку необходимой документации необходимо было осуществить в течение 2008—2009 годов. В качестве застройщика в документе фигурировало ООО «СтройЛюкс». Поскольку необходимые работы не были осуществлены, 2 июня 2010 года распоряжением № 1069-РП предыдущее распоряжение касательно проектирования комплекса было признано утратившим силу.
Долгое время по зданию не было никаких новостей или обновления информации о нём. В феврале 2016 года телеканал «Москва24» включил «Юрия Долгорукого» в список тех зданий ММДЦ, что всё ещё планируется построить в будущем, отметив его статус как «в стадии разработки». В октябре 2017 года телеканал снова назвал этот комплекс одним из будущих зданий ММДЦ. Однако, уже в июле 2017 года телеканал «Мир24» назвал «Юрия Долгорукого» «нереализованным проектом». В мае 2018 года издание «РБК» также включило проект в список «нереализованных». Такую же характеристику комплексу дало в апреле 2019 года издание «Комсомольская правда». Факт того, что «Юрий Долгорукий» не будет построен, подтверждался и макетами перспективного строительства Москвы: на созданном в ноябре 2016 года макете на месте комплекса располагались малоэтажные здания, а на макете, представленном мэру Москвы Сергею Собянину в сентябре 2020 года, — неназванный небоскрёб. Окончательную точку в истории проекта поставило начало в мае 2023 года возведение на месте «Юрия Долгорукого» жилого небоскрёба «Дом Дау».

## Архитектура и использование
Здание должно было состоять из трёх частей: двух разновеликих башен (по данным «РБК» и «Ъ» — этажностью в 50 и 56 этажей, в других источниках фигурируют цифры в 50 и 60 этажей), соединённых несколькими стеклянными мостиками и четырёхэтажного здания, предназначавшегося для размещения в нём выставочного центра. Западная башня предназначалась для гостиничных номеров, а её пентхаус должен был стать апартаментами. В гостинице, согласно проекту, помимо жилых номеров располагались бы спортивный зал, спа и рестораны. Вся восточная башня комплекса должна была стать жилым небоскрёбом. В малоэтажном здании располагались бы общественная зона с кафе и три небольших конференц-зала, которые могли бы объединяться в один большой зал на 1,5 тысяч мест.
Что касается расположения комплекса относительно других зданий ММДЦ, то высотная часть «Юрия Долгорукого» должна была находиться на заметном отдалении от большинства башен, что сделало бы её более выделяющейся. По первоначальному замыслу, башни должны были располагаться так: более высокая башня стояла бы ближе к основному комплексу зданий, а более низкая — дальше от него. Однако, на заседании общественного градостроительного совета при мэре Москвы в ноябре 2006 года башни было решено поменять местами. Обе башни имели бы выпуклые формы, из них выпирало бы множество небольших угловатых элементов, а в стенах было бы несколько достаточно больших квадратных «отверстий». Под зданием должен был разместиться подземный паркинг на более чем 1 тысячу машиномест. Общая площадь комплекса по проекту составляла около 330 000 квадратных метров, из них 26 340 отводилось бы под выставочные залы.